# Den yndigste rose (fanfare for to trompeter og orgel)
 Ikke at forveksle med Den yndigste rose er funden.
Den yndigste rose er en fanfare for to trompeter og orgel komponeret i 2017 af Frederik Magle og udgivet af Edition Wilhelm Hansen. 
Værket blev uropført i Sankt Pauls Kirke (København) den 3. december 2017 i anledning af kirkens 140-års jubilæum og genindvielsen af kirkens tårn. Den er også en hyldest til Frederik Magles mor Mimi Heinrich som døde samme år. Fanfaren er baseret på melodien til Brosons julesalme Den yndigste rose er funden. Komponisten til melodien er ukendt, men den stammer formodentlig fra Wittenberg-området og blev første gang udgivet i 1542 af Joseph Klug til den latinske gravsang 'Iam moesta quiesce'.
Ved fremførelser af fanfaren placeres de to trompeter 'antifonalt' med afstand til hinanden og publikum imellem dem, hvilket skaber et tredimensionalt lydbillede som er effektfuldt især i større rum.
Selvom værkets titel beskriver det som en fanfare er dets karakter for det meste reflekterende og det er blevet beskrevet som meditativt og klart med et 'strejf af keltisk mystik'. Det rummer både blide og lyriske – men også kraftfulde passager.